# Matthieu Chiniac de La Bastide
Pour les articles homonymes, voir Chiniac.
Matthieu Chiniac de La Bastide est un écrivain français né en 1739, mort en 1802.

## Biographie
Il entreprit un Abrégé de l'Histoire littéraire de la France (des Bénédictins), 1772, ouvrage qui n'a pas été achevé, et publia une Dissertation sur les Basques, 1786.
Ses frères sont Pierre Chiniac de La Bastide - Jean-Baptiste Chiniac de la Bastide et Jérôme Chiniac des Ailleux (dit Desailleux).

## Pour approfondir